# بیلی میدلتون
بیلی میدلتون (انگلیسی: Billy Middleton؛ زادهٔ ۱۸۹۳) بازیکن فوتبال است.
از باشگاه‌هایی که در آن بازی کرده‌است می‌توان به باشگاه فوتبال کریستال پالاس، باشگاه فوتبال ایر یونایتد، باشگاه فوتبال ساوتند یونایتد، باشگاه فوتبال بیرمنگام سیتی، باشگاه فوتبال آبردین، باشگاه فوتبال دومبارتون، و باشگاه فوتبال برایتون اند هوو آلبیون اشاره کرد.